# 苏堤
苏堤，位于中华人民共和国浙江省杭州西湖西部，南起南屏山下花港观鱼，北抵栖霞岭下曲院风荷和岳庙，全长2.797公里，将西里湖同外西湖分割开来，与白堤、杨公堤并称为西湖三堤。
1089年，时任杭州知府的苏轼疏浚西湖，以淤泥和葑草筑成联系西湖南北的长堤，后人遂以其姓命名该堤为苏堤。为纪念苏东坡对杭州的功绩，后人在苏堤南端与南山路相交汇处设立了“苏东坡纪念馆”，内有苏东坡石雕一尊。
南宋时期，由于苏堤连接了南北山，是杭州市郊的重要交通要道，所以逐渐发展成为集市，成为杭州市民郊外踏青的必到之处。再加上苏堤两侧遍植柳树、桃树，又杂有玉兰、樱花、芙蓉、木樨等多种观赏花木，风景优美。苏堤春晓就成为了西湖十景之首。
为保证西里湖和外西湖的通连，苏堤上共建有六座桥梁，自南向北依次是映波，锁澜，望山，压堤，东浦和跨虹。元朝时人所评钱塘十景中，亦有六桥烟柳。自古便有民谣云，“西湖景致六条桥，一枝杨柳一枝桃。”，另一说为“十里长堤跨六桥，一株杨柳一株桃。”
清朝皇室所修建的北京颐和园的昆明湖的西堤上也有六座桥，形态各自不同，便是模仿杭州西湖苏堤六桥而建的。

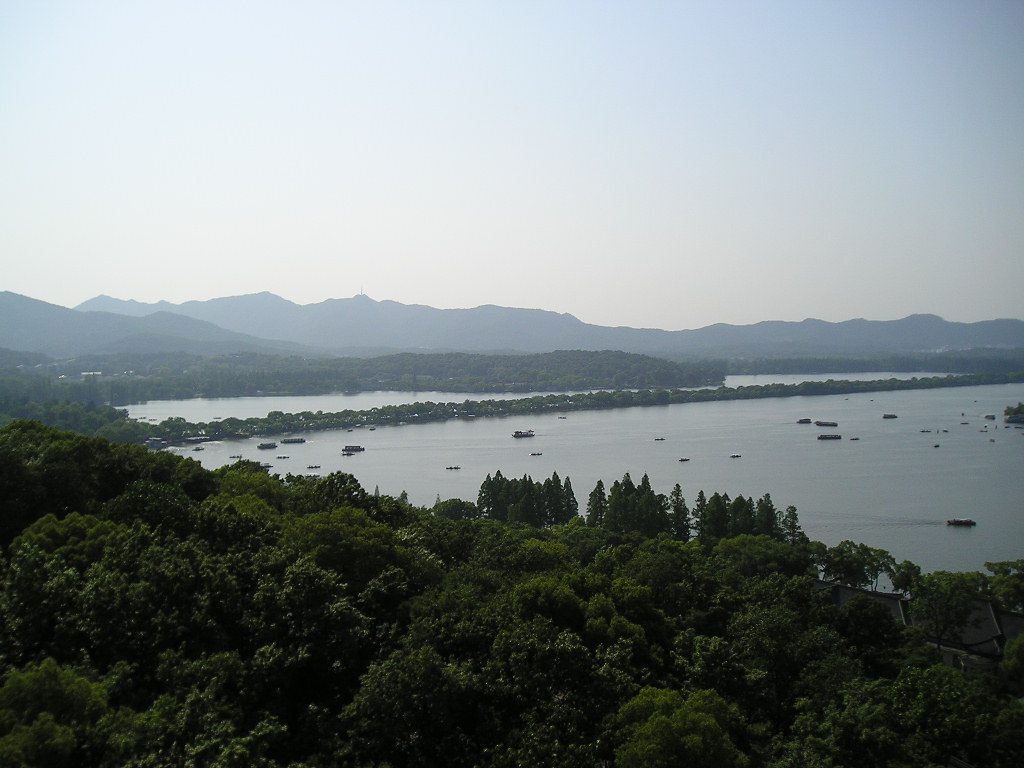
远观苏堤
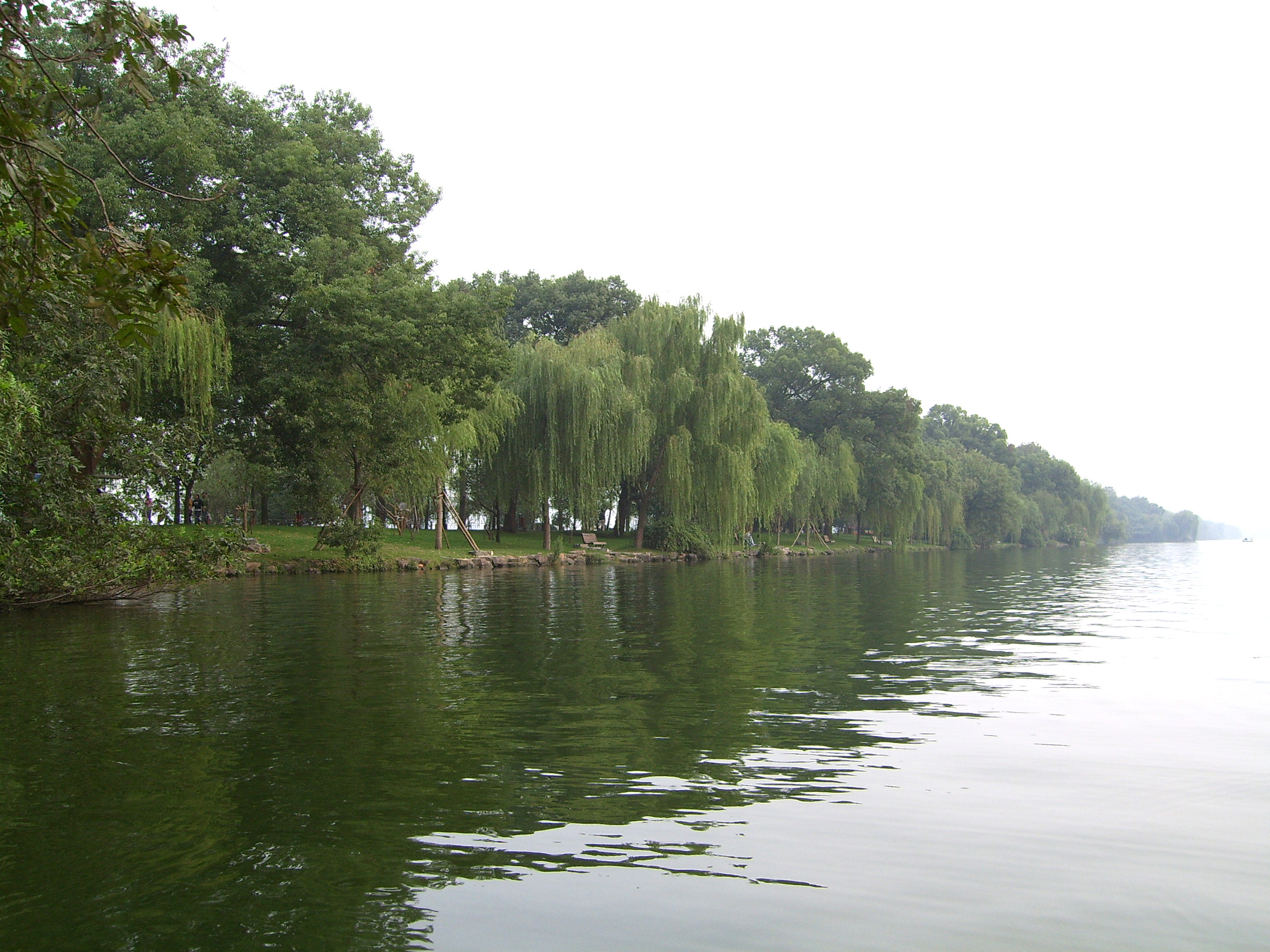
苏堤
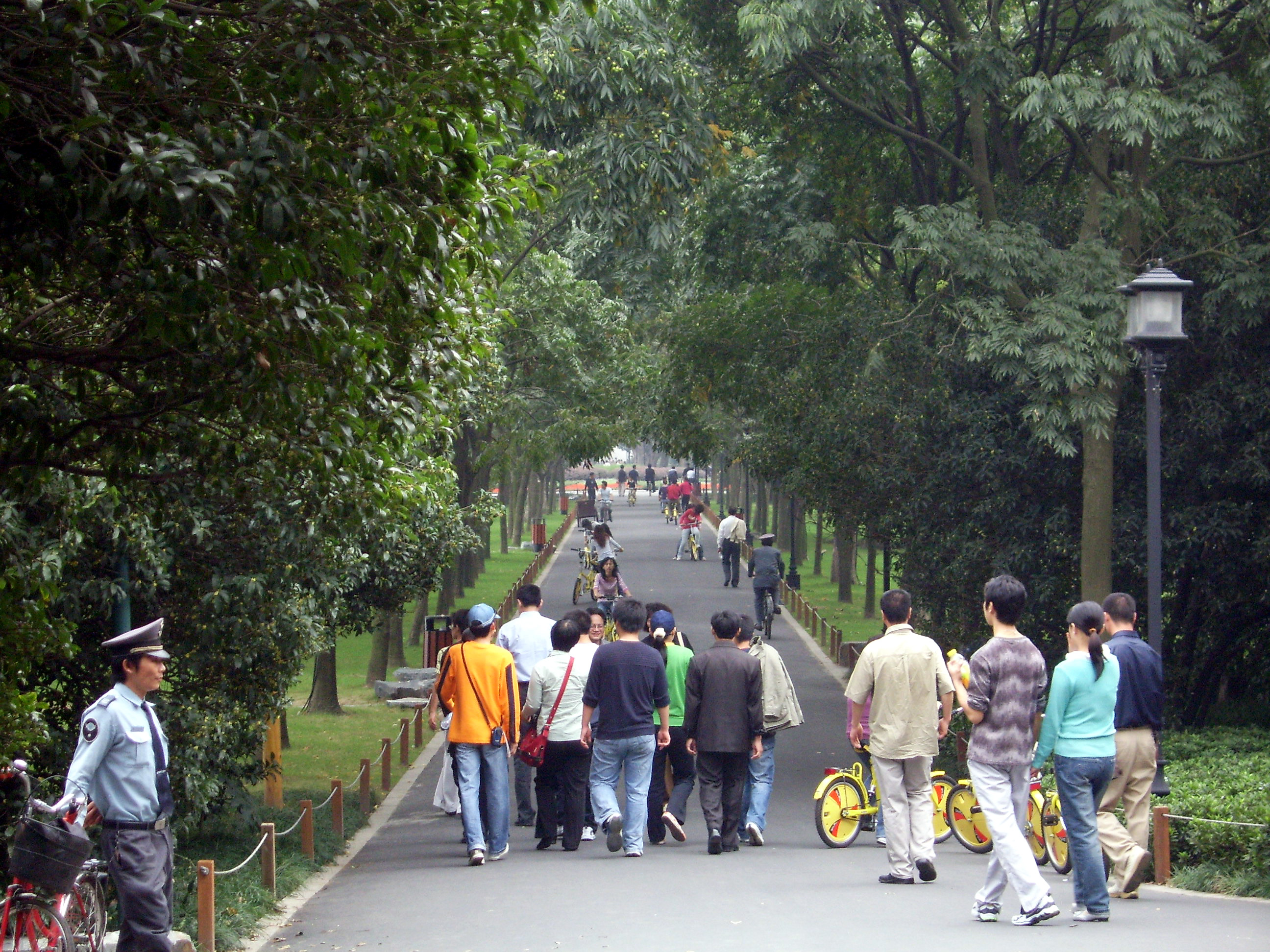
苏堤
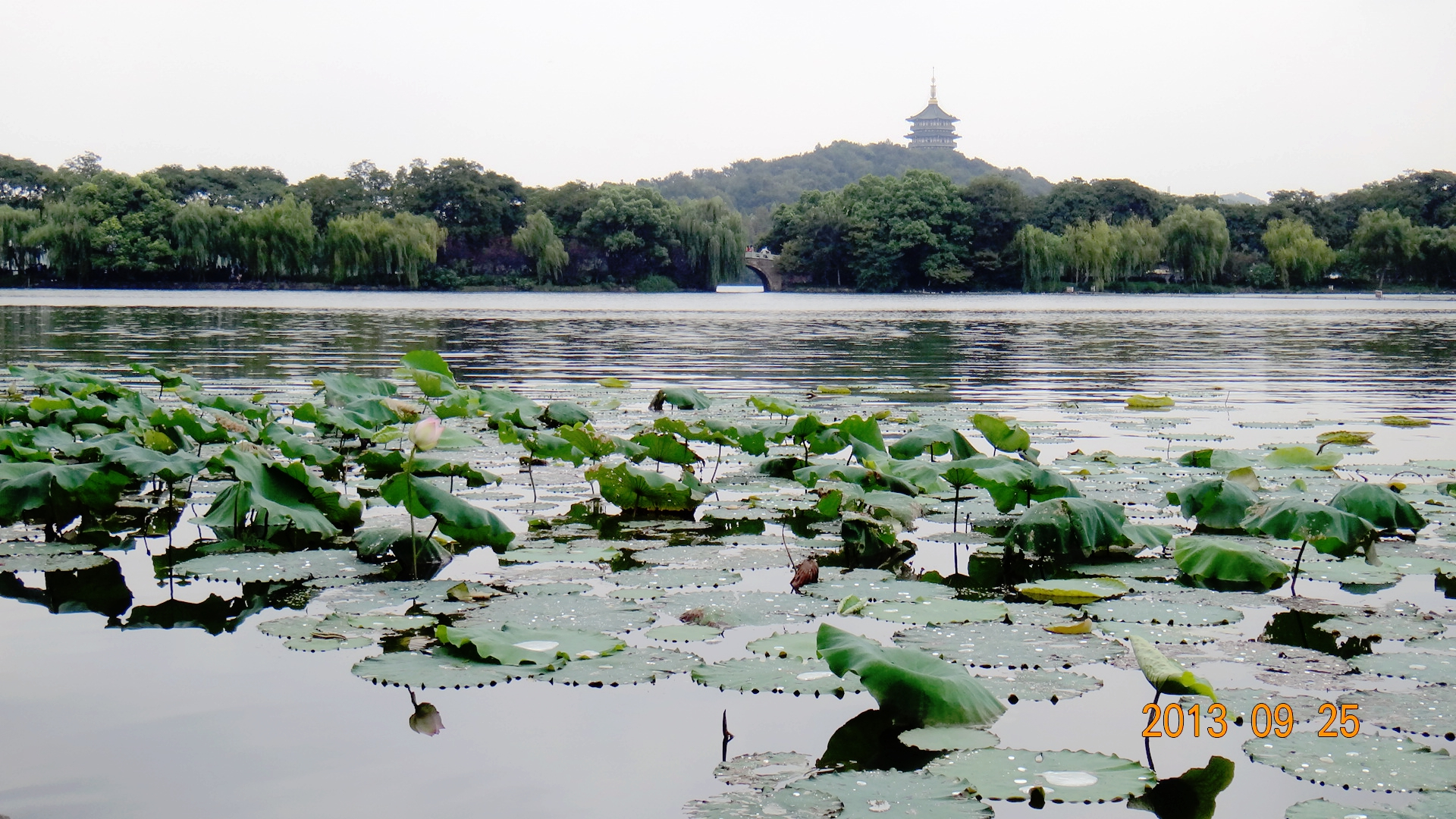
遠處為蘇堤六橋中最南的映波桥
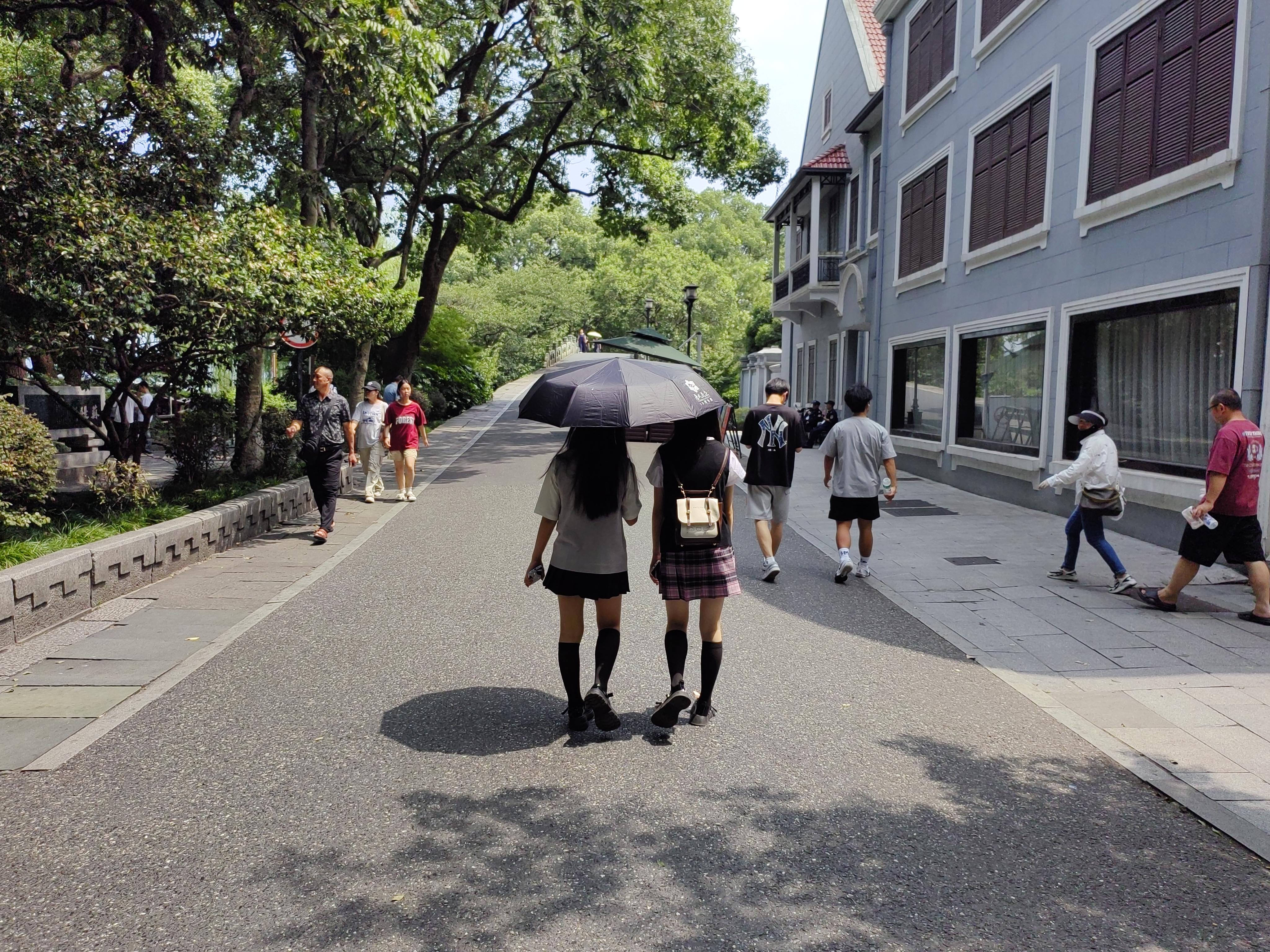
前方為蘇堤六橋中最北的跨虹橋
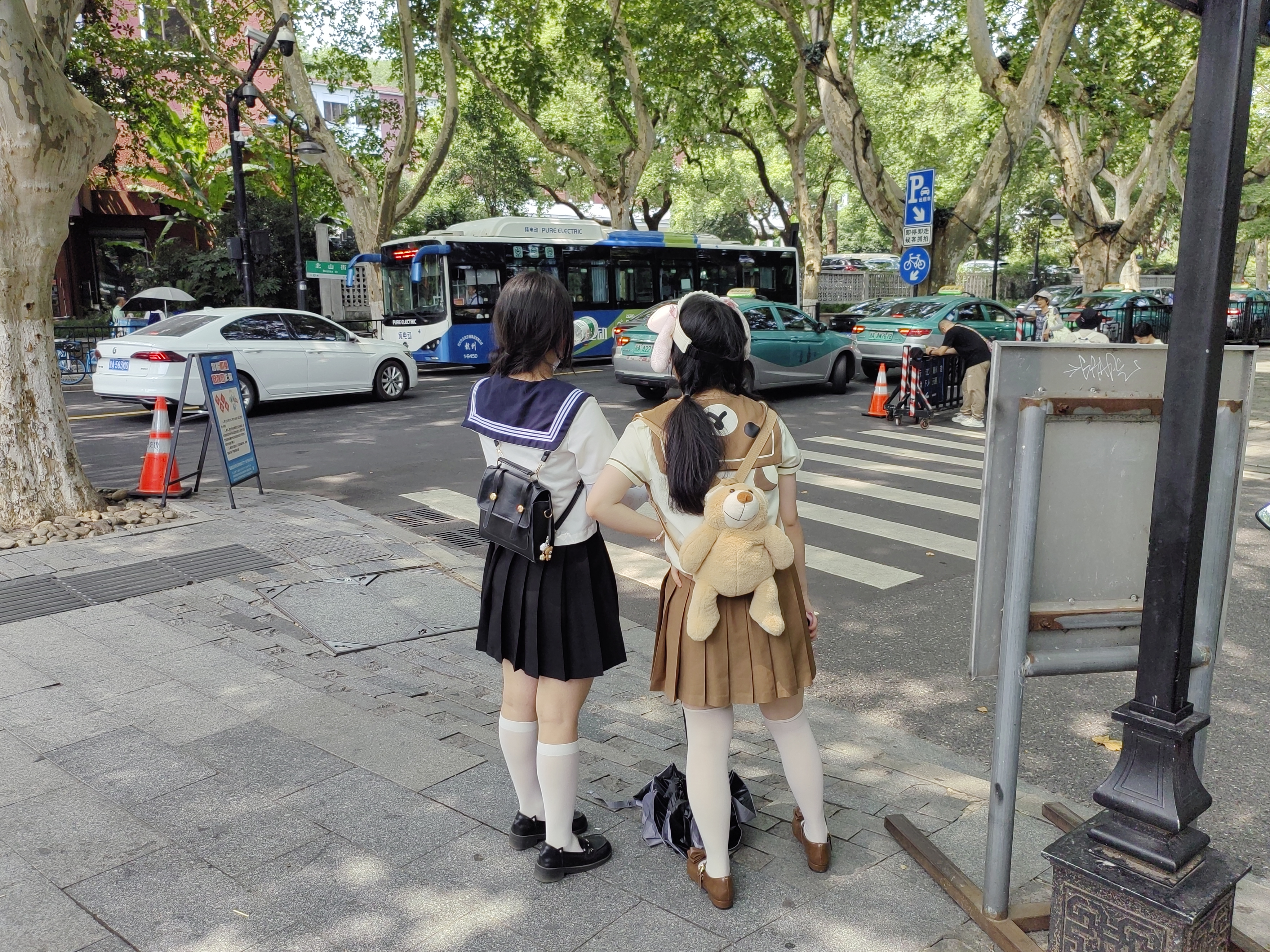
蘇堤北抵北山街

## 「蘇隄春曉」御碑
「蘇隄春曉」御碑位於苏堤压堤桥畔，正面為清康熙帝於康熙三十八年（1699年）題寫的「蘇隄春曉」，背面及側面為乾隆帝的六次題詩：背面題於乾隆十六年（1751年），碑身兩側題於二十二年（1757年）、二十七年（1762年），碑额背面題於三十年（1765年），碑额两侧題於四十五年（1780年）、四十九年（1784年）。御碑曾遭太平天国破坏，清末修复；文化大革命時期的1966年被断為数截沉于湖中，文革后打捞出水修复，碑身碑额完整。2023年，「蘇隄春曉」御碑入選《第一批古代名碑名刻文物名錄》。

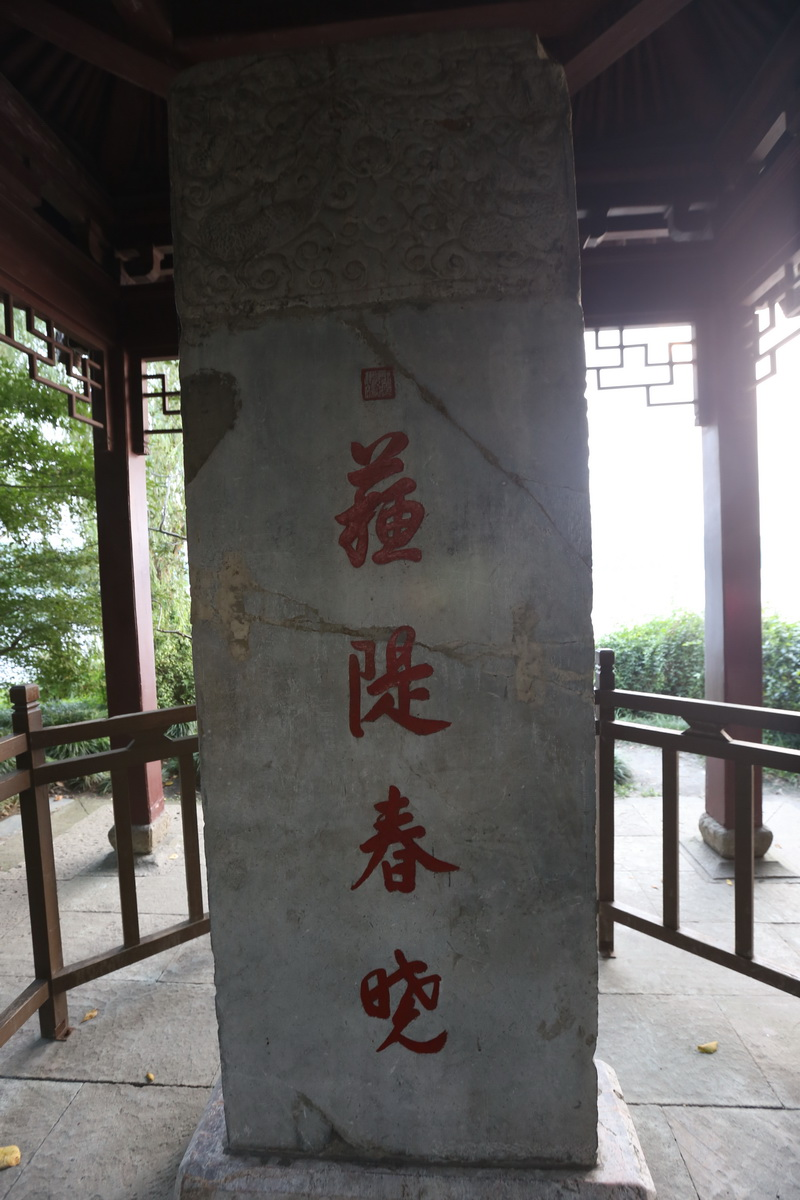
康熙帝「蘇隄春曉」御碑
「蘇隄春曉」御碑背面的乾隆帝題詩